# Marcinelle
Marcinelle is een plaats in de Belgische provincie Henegouwen. De vroegere gemeente is vergroeid in de stedelijke agglomeratie van Charleroi, waarvan het een deelgemeente is sinds 1977.

## Ligging en bevolking

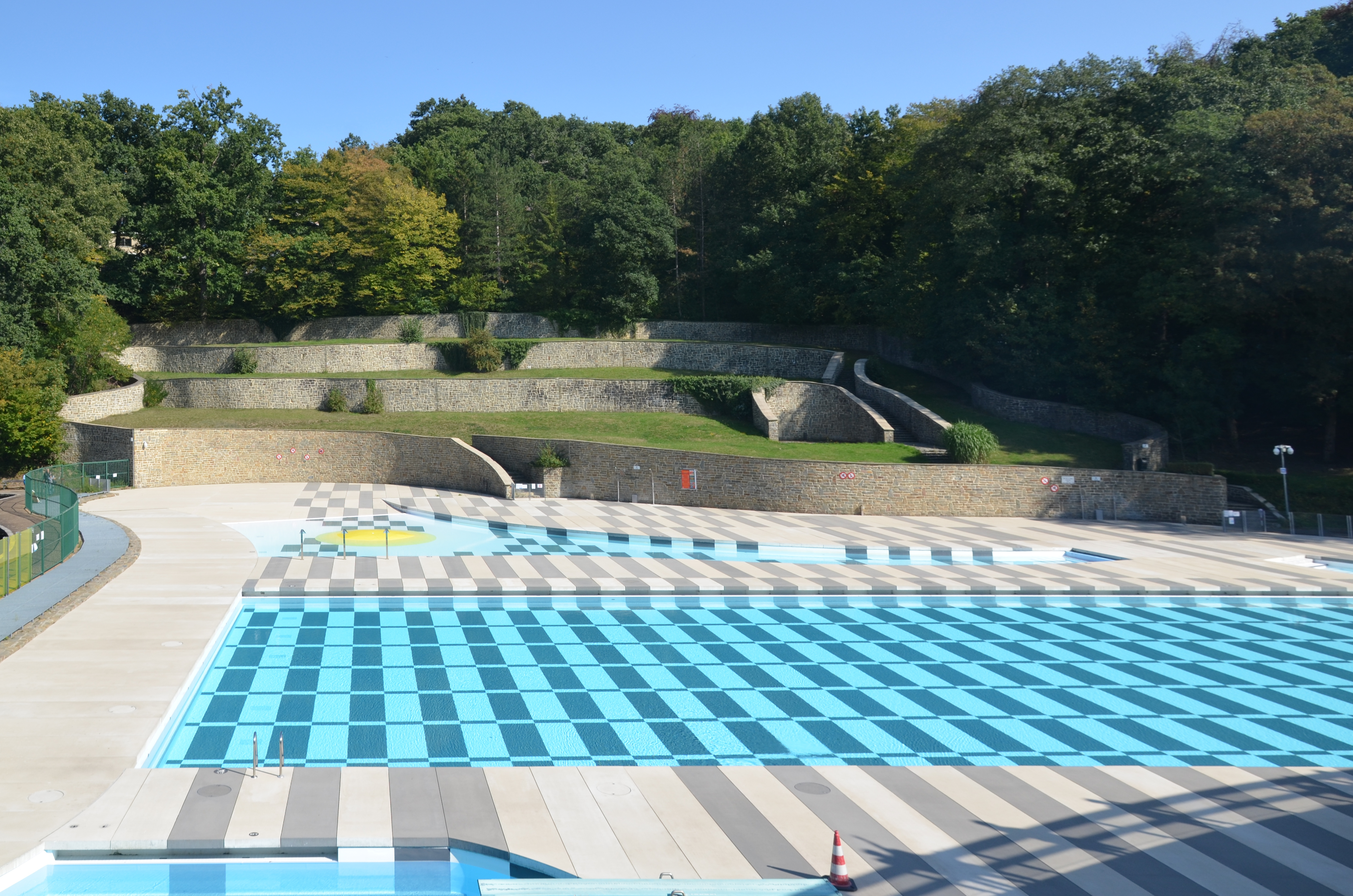
Openluchtzwembad van Charleroi in Marcinelle (2020).

Marcinelle ligt ten zuiden van de Samber, net ten zuiden van Charleroi-centrum dat aan de overkant van de rivier ligt. Het noorden van Marcinelle maakt deel uit van de verstedelijkte en geïndustrialiseerde bebouwing van Charleroi. Het grondgebied strekt zich tot een vijftal kilometer zuidwaarts uit en is in het zuiden dicht bebost. In de deelgemeente ligt ook de Tumulus van Marcinelle. In het zuidoosten van Marcinelle, op de grens met Loverval, ligt het openluchtzwembad van Charleroi.
Marcinelle telt zo'n 23 000 inwoners, meer dan het stadscentrum van Charleroi. Hiermee is Marcinelle, na Jumet, de deelgemeente met de hoogste bevolking.

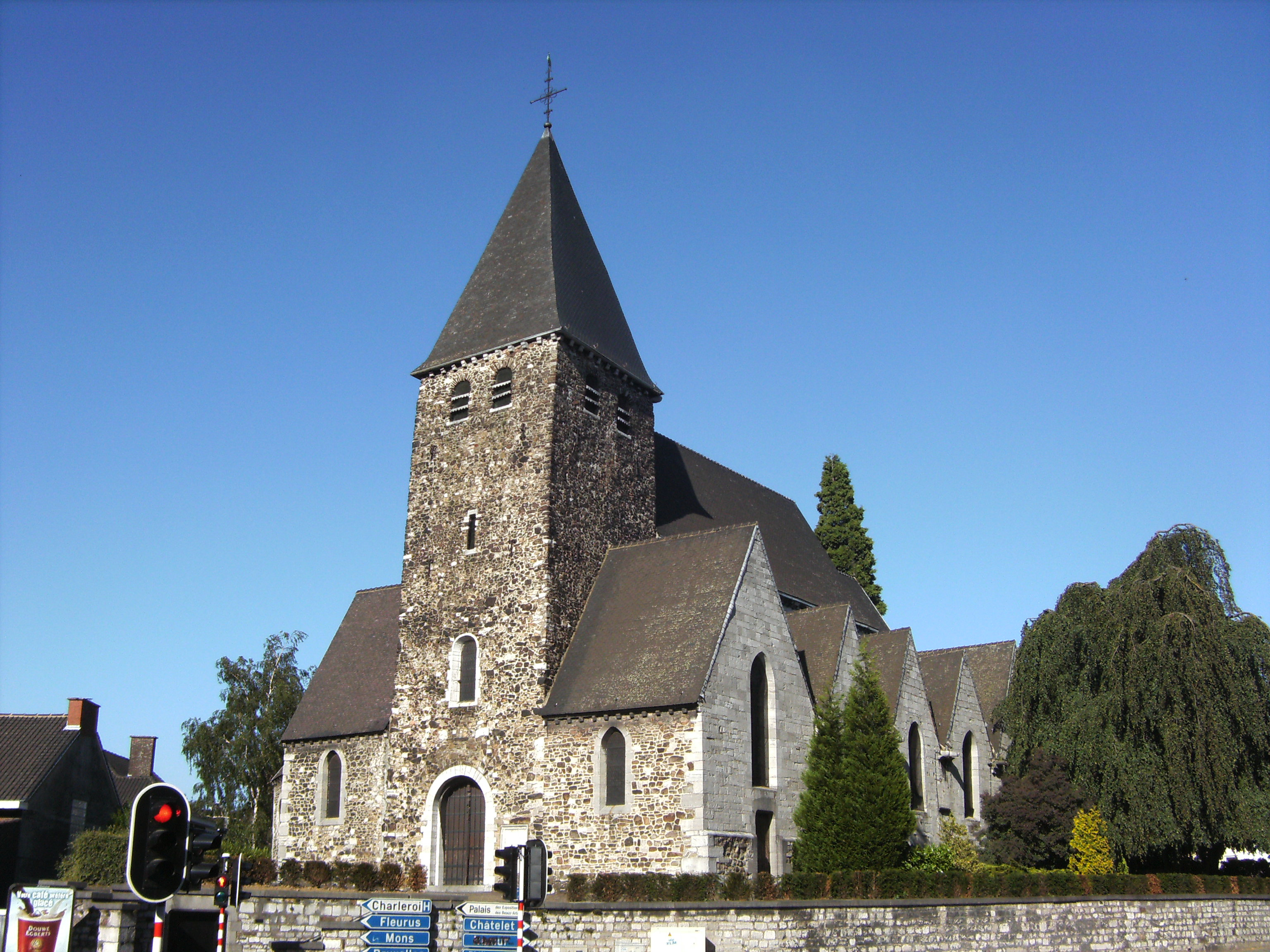
Sint-Maartenskerk (12de eeuw)
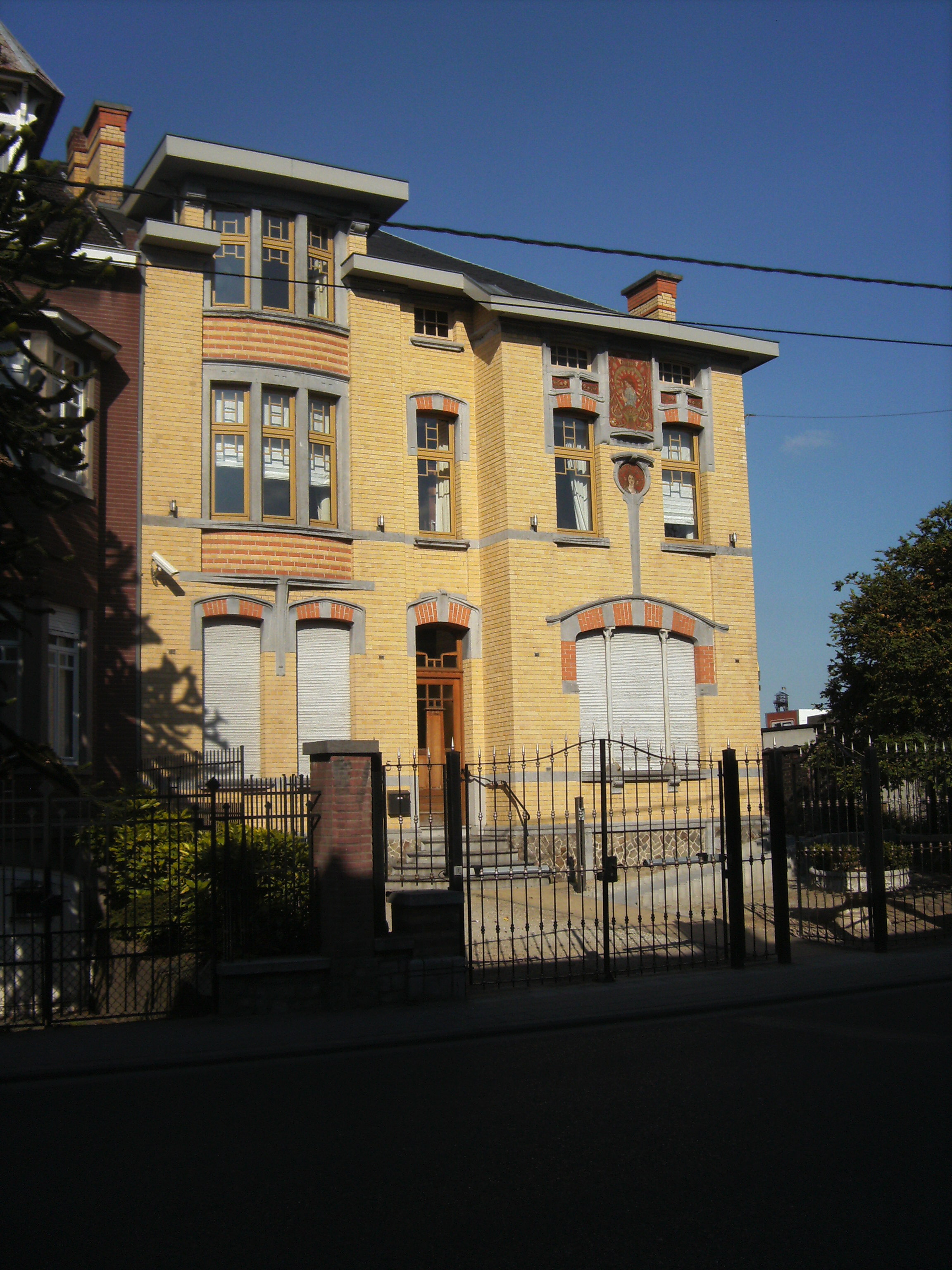
Art-nouveau huis uit het eerste kwart van de 20e eeuw
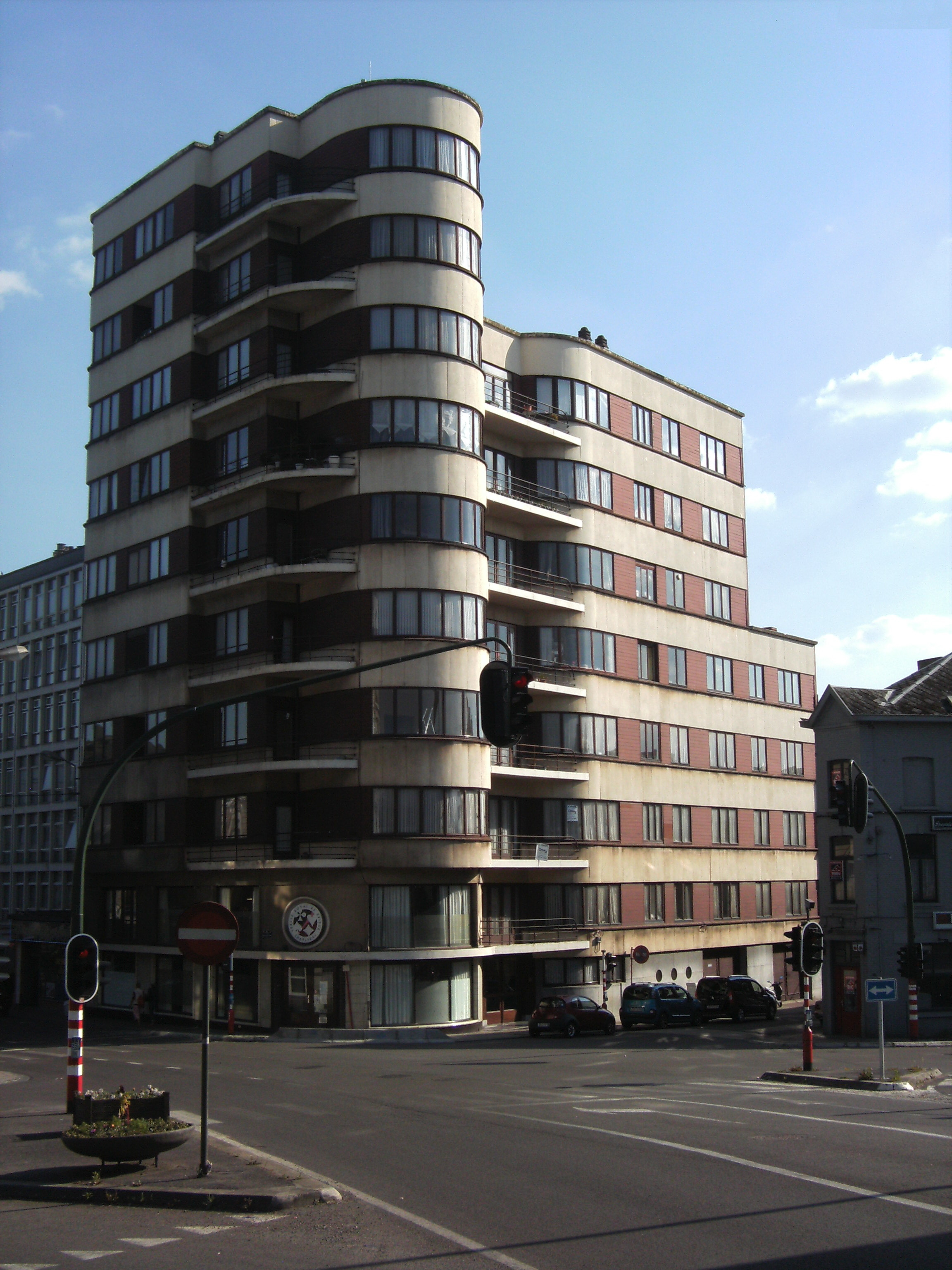
Résidence Albert
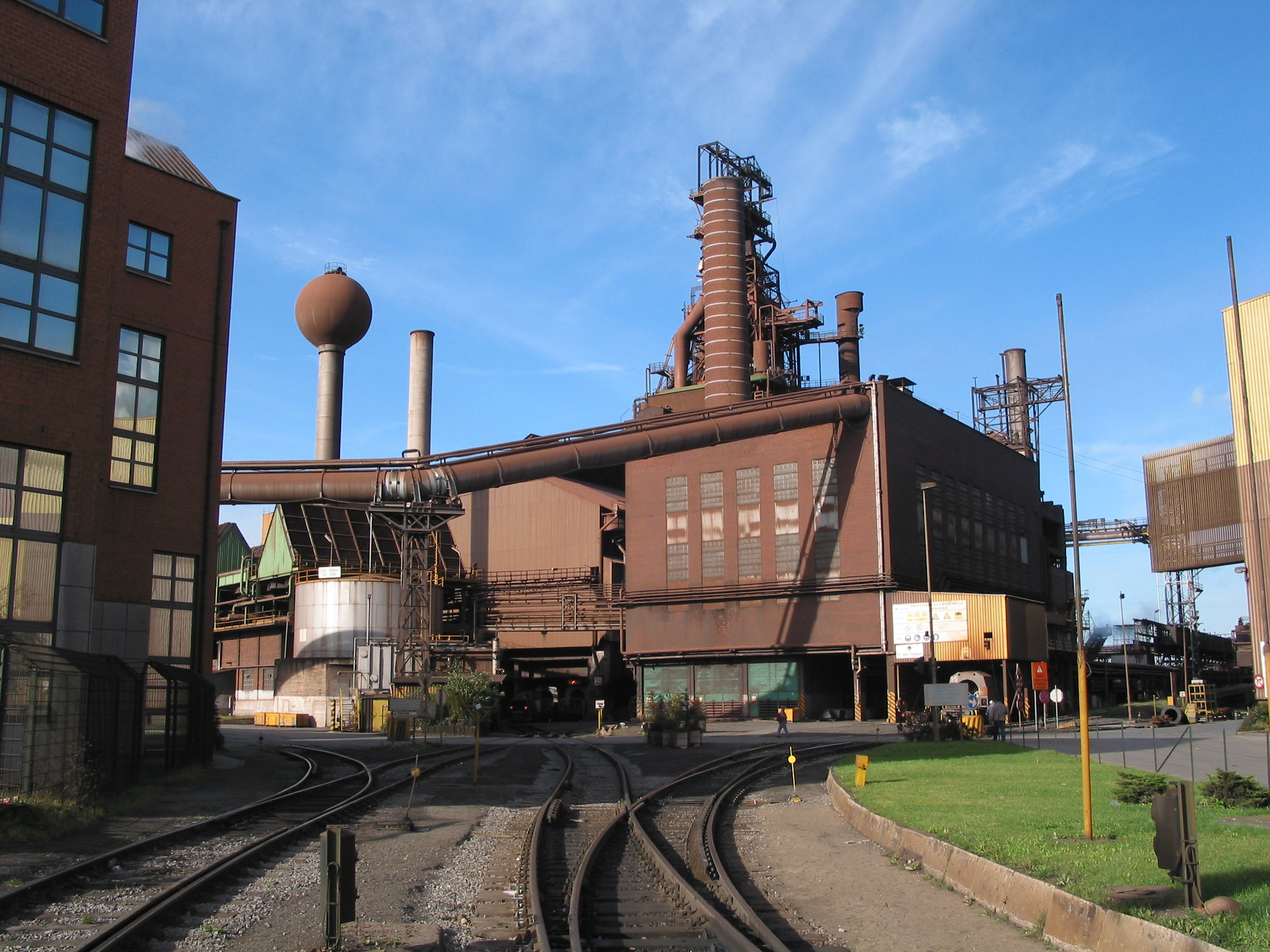
Hoogoven (staalproductie) van Duferco in 2005, nu gesloten

## Geschiedenis

### Etymologie
De naam Marcinelle betekent het "kleinere Marchienne", naar Marchienne-au-Pont, dat ten westen van Marcinelle ligt.

### Ontstaan
De parochie van Marcinelle wordt in het jaar 980 voor het eerst vernoemd in geschriften. Er is sprake van de kerk van Marcinelle die gewijd is aan Sint-Maarten.
De kerktoren dateert uit de twaalfde eeuw, maar de huidige kerk zelf is nieuwer en dateert van de vijftiende eeuw. De kerk is gebouwd in Maaslandse stijl en werd in 1923 gerenoveerd.

### Groei
In de negentiende eeuw ontwikkelde Marcinelle zich sterk dankzij de vestiging van zware industrie. De bevolking van Marcinelle groeide in de tweede helft van de negentiende eeuw heel sterk: van 2103 in 1846 tot 14234 in 1900. 

### Mijnramp van Marcinelle
Op 8 augustus 1956 maakte een brand in de mijn Bois du Cazier 262 slachtoffers, onder wie 136 Italianen en 95 Belgen. Het is daarmee de grootste mijnramp uit de Belgische geschiedenis, en een van de grootste uit de Europese mijnbouwgeschiedenis.

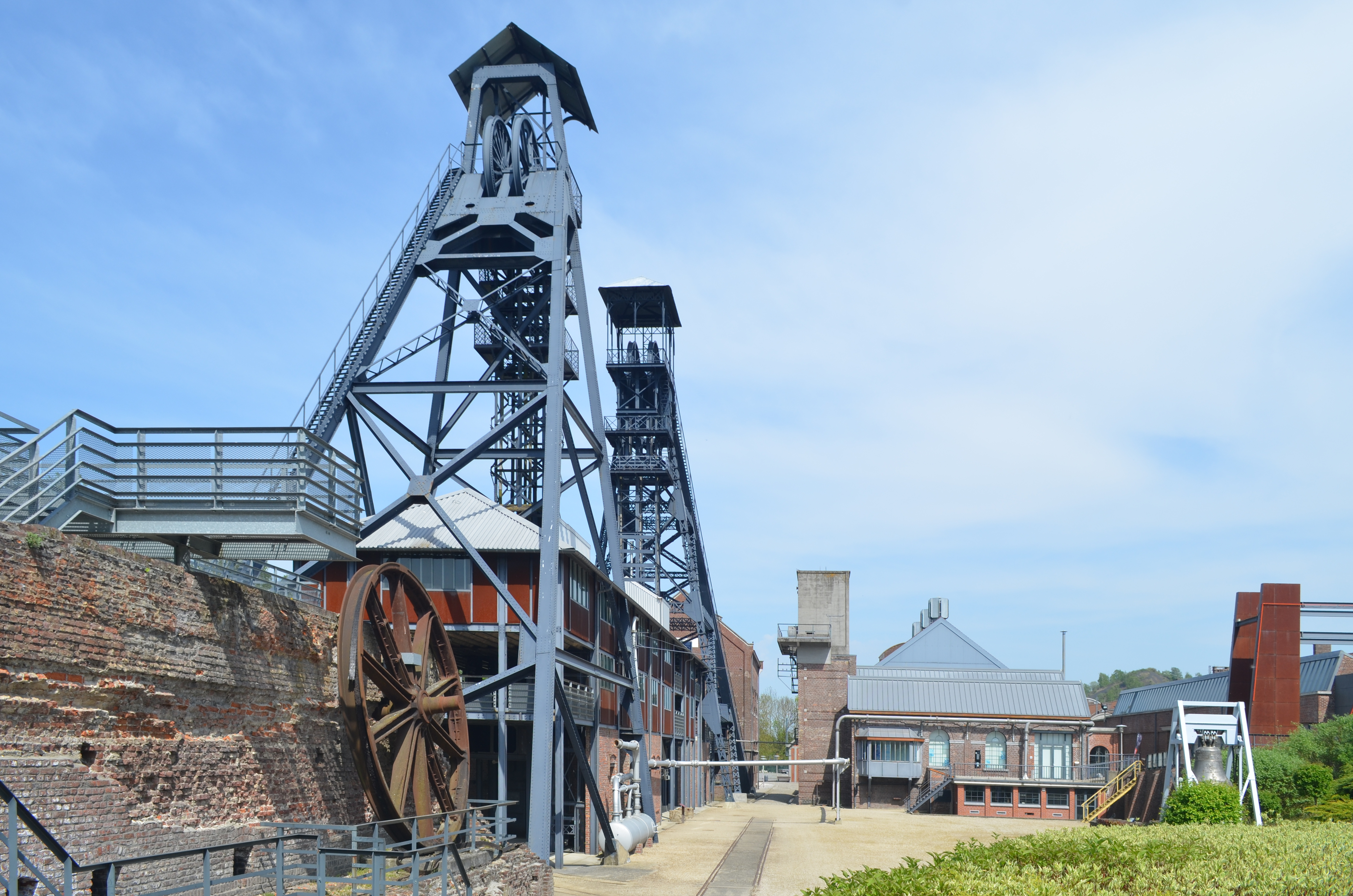
Schachtbokken en gebouwen van 'Le bois du Cazier'.
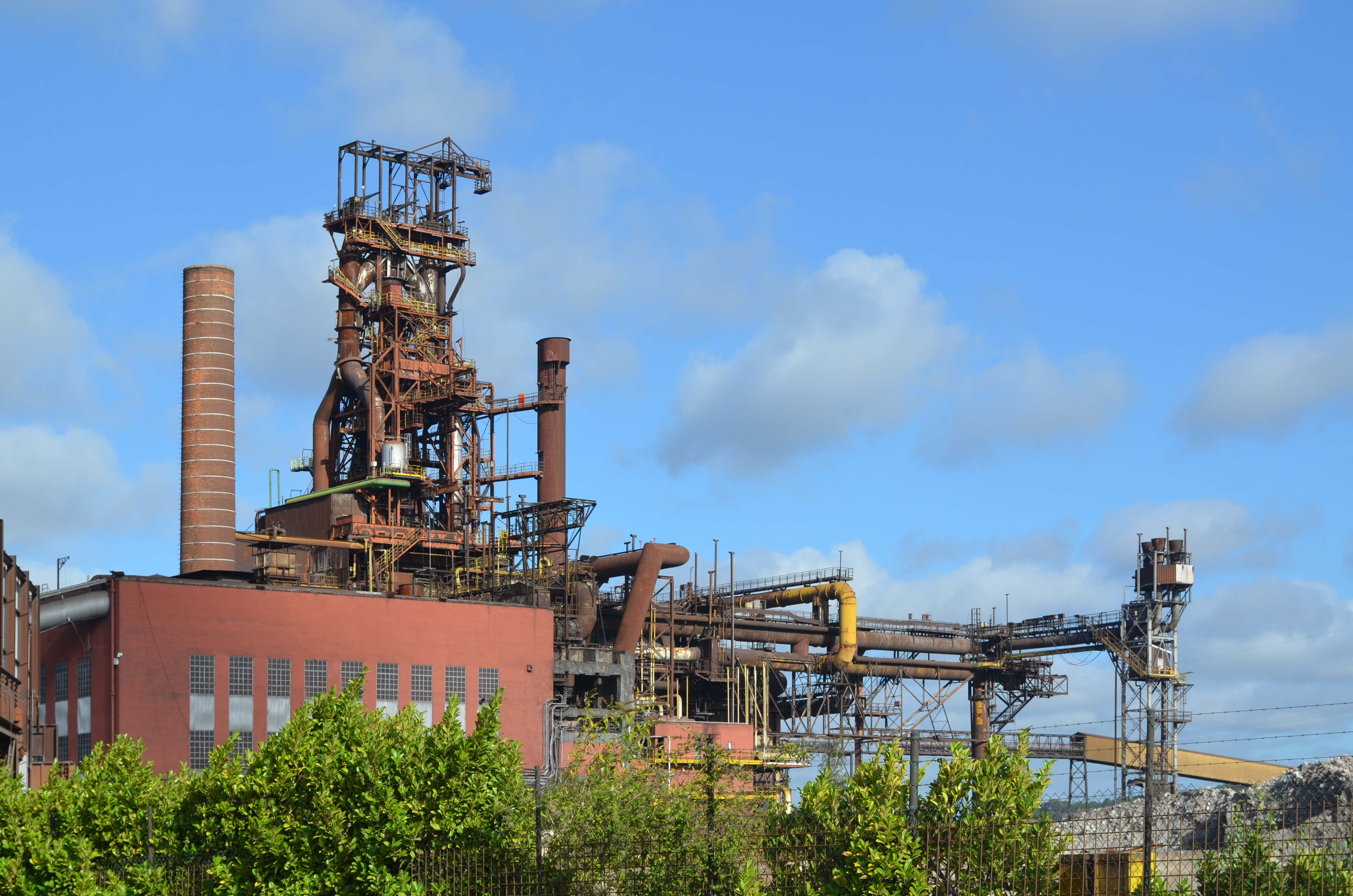
Ontmanteling van de HF4 hoogoven te Marcinelle (2020).

### Fusie
In 1977 fuseerde Marcinelle met Charleroi en verschillende andere gemeenten. De burgemeester van de nieuwe fusiegemeente werd de socialist Lucien Harmegnies, die voordien burgemeester was van Marcinelle.

## Bezienswaardigheden
- De Tumulus van Marcinelle is een Galloromeinse grafheuvel uit de 2e eeuw die in 1836 archeologisch werd onderzocht. De tumulus is 8 meter hoog en heeft een diameter van ongeveer 53 meter. In 1973 werden in de nabijheid de overblijfselen van een galloromeinse villa aangetroffen.
- Het Bois du Cazier, de mijnzetel waar zich in 1956 de mijnramp heeft afgespeeld, is tegenwoordig een industrieel monument.
- De Sint-Martinuskerk (Église Saint-Martin) heeft een 12e-eeuwse romaanse toren, een 15e-eeuws schip en een 18e-eeuws transept. In 1923 werd de kerk gerestaureerd.
- De Onze-Lieve-Vrouw-van-Smartenkerk (Église Notre-Dame des Sept Douleurs) is een neogotisch kerkgebouw van 1905 in de wijk La Villette.
- De Sint-Lodewijkskerk (Église Saint-Louis) is een neogotisch kerkgebouw van 1875 in de wijk Les Haies.
- De Heilig-Hartkerk (Église du Sacré-Coeur) is een kerkgebouw in eclectische stijl van 1927-1928 dat gebouwd is in natuursteenblokken voor de wijk du XII die vernoemd is naar de schacht n°12 van de in 1865 opgerichte steenkoolmijn.
- De Protestantse kerk (Temple protestant) is een eenvoudig zaalkerkje van 1906 met neoromaanse stijlelementen.

## Natuur en landschap
Marcinelle ligt aan de Sambre. Er zijn enkele mijnterrils te vinden. In het zuiden vindt men het Bois du Prince, een groot bosgebied. De hoogte aan de Sint-Martinuskerk bedraagt 109 meter.

## Economie
Naast de mijn van Bois du Cazier, geopend in 1822 en gesloten in 1967, waren er de 12 schachten van de Charbonnages du Marcinelle-Nord die deels ook in Couillet waren gelegen. Hier werkten duizenden mensen maar door een fusie in 1930 verloren velen hun baan.
Marcinelle is gunstig gelegen aan de Sambre, spoorlijnen en autowegen.

## Demografische ontwikkeling
- Bronnen:NIS, Opm:1831 tot en met 1970=volkstellingen, 1976= inwoneraantal op 31 december

## Trivia
- In Marcinelle is de stripuitgeverij Dupuis gevestigd, die een groep auteurs verzamelde bekend als de School van Marcinelle.
- Marcinelle was voor zijn arrestatie de woonplaats van Marc Dutroux.
- De gascentrale van Marcinelle Energie ligt op grondgebied Marchienne-au-Pont (op het terrein van de vroegere cokesfabriek Carsid).

## Geboren
- Jules Destrée (1863-1936), politicus (Belgische Werkliedenpartij) en schrijver
- Eudore Pirmez (1830-1890), liberaal politicus

## Nabijgelegen kernen
Charleroi, Couillet, Mont-sur-Marchienne, Nalinnes